# Tarsonops irataylori
Espèce
Tarsonops irataylori est une espèce d'araignées aranéomorphes de la famille des Caponiidae.

## Distribution
Cette espèce est endémique du Belize.

## Étymologie
Cette espèce est nommée en l'honneur d'Ira W. Taylor.

## Publication originale
- Bond & Taylor, 2013 : A new species of Tarsonops (Araneae, Caponiidae) from southern Belize, with a key to the genera of the subfamily Nopinae. ZooKeys, no 289, p. 57-64 (texte intégral).